# Antonio Valese
Antonio Valese, detto "Totonno" (Salerno, 17 marzo 1913 – 1986), è stato un calciatore e allenatore di calcio italiano, di ruolo centrocampista. Fatta eccezione per un paio d'anni, ha trascorso tutta la sua carriera in Campania.

## Caratteristiche tecniche
È un'ala sinistra classica, mezzapunta all'occorrenza. Tra i più grandi talenti calcistici espressi dal vivaio provinciale di Salerno, tanto da essere soprannominato il balilla salernitano per i movimento in campo che ricordavano quelli del grande Giuseppe Meazza.

## Carriera

### Calciatore

Antonio Valese

Fatta eccezione per il biennio 1934-1936 in cui giocò in prestito al Belluno per via del servizio militare ivi svolto, ha trascorso quasi tutta la sua carriera nella Salernitana, dopo gli esordi con la Paganese. A Salerno, è stato lo storico capitano della squadra che ottenne per la prima volta la promozione in Serie A. Ha segnato il primo goal per la Salernitana nella storia dei derby contro il Napoli. Era il 1945 e la partita terminò 1-1, con gol di Valese e Rosellini. Precedentemente, a Pagani, aveva deciso con una doppietta il primo derby della storia contro l'Ebolitana.
Nel 1942-1943 Valese milita per un breve periodo alla Cavese. Avrà modo di segnare due goal (uno all'andata, l'altro al ritorno) proprio nel derby contro la Salernitana.
Ormai trentaseienne, e in rotta con Viani per la paternità del "vianema", Valese viene ceduto alla Torrese (oggi Savoia), insieme a D'Avino e Rizzo, nell'ambito di un giro di scambi che porta Calleri, Rossi e Castaldo, più un conguaglio, a Salerno.
Con 59 goal realizzati, Valese è il terzo calciatore, dopo Vincenzo Margiotta e Giovanni Pisano, nella classifica marcatori di tutti i tempi della Salernitana.

### Allenatore
La carriera di Valese si svolge quasi tutta in Campania, dov'è conosciuto come Don Antonio Valese. Comincia la carriera come allenatore-giocatore (fatto piuttosto inusuale all'epoca per i calciatori italiani) proprio alla Salernitana. Si trova, infatti, sulla panchina granata, durante le annate 1941, subentrante al magiaro Géza Kertész, e nel 1944-1945. 
Allenerà di nuovo la Salernitana nel campionato 1955-1956. Legherà poi il suo nome alle sorti della Paganese, a partire dal 1962-1963. Lavora come allenatore, supervisore tecnico o allenatore in seconda. Sotto la sua guida, gli azzurrostellati raggiungono la loro prima promozione in Serie D e disputano tre buoni campionati di categoria.  Nel 1974 assume la guida della squadra di Venosa "Orazio Flacco Venosa" militante nella prima categoria lucana ed ottiene la promozione della squadra in serie D.Nel 1974 assume la guida della squadra di Venosa "Orazio Flacco Venosa" militante nella prima categoria lucana ed ottiene la promozione della squadra in serie D. Valese è protagonista anche di due brevi parentesi sulle panchine di Cavese e Turris.

## La diatriba sul "Vianema"
Antonio Valese fu protagonista di un'accesa diatriba con Gipo Viani sulla paternità del cosiddetto "Vianema", sistema tattico da cui discende il catenaccio. L'idea base del metodo fu infatti concepita da Valese durante un torneo che si svolse a Salerno nell'estate del 1947, come festeggiamento per la promozione in serie A: Valese ordinò a Piccinini, il centravanti della squadra, di giocare a ridosso del centrocampo per spezzare il gioco avversario e fare da collante con la difesa, svincolando il libero Buzzegoli da compiti di marcatura. Il centravanti abbandona l'attacco per marcare la punta avversaria
.
La stagione successiva Viani fece ampio uso di questo stratagemma che coinvolgeva Piccinini. Era il solo modo per poter contrastare gli squadroni, dice in proposito Jacovazzo, altra gloria granata.
Scrive Bode: Viani raccoglie la lezione dell'amico Valese e la fa propria. Nel campionato seguente, dispone dunque la neo-promossa squadra campana con un Sistema revisionato e corretto: davanti al portiere Masci, i terzini Pastori e Jacovazzi (Jacovazzo) sulle ali, mentre allo stopper Buzzegoli viene tolto qualsiasi compito di marcatura e può dedicarsi unicamente al ruolo di libero. La marcatura del centravanti avversario passa sulle spalle del centravanti n.9 Piccinini che viene arretrato tra seconda e terza linea in posizione centrale. Ai suoi lati, i mediani Dagianti e Tori si francobollano agli interni. Il peso dell'attacco è così sulle spalle di quattro uomini, le ali Morisco e Onorato e le mezzali Vaschetto e Rossi (a lungo infortunato e sostituito da Margiotta). La Salernitana non si salva, ma Viani riesce a far conoscere quel modulo e preparare l'avvento del Catenaccio vero e proprio.
Nel corso degli anni, Viani e Valese litigheranno spesso "a mezzo stampa" per la paternità del metodo.

## Curiosità
Ad Antonio Valese è dedicato il club che raduna i tifosi della Salernitana nella città di Pagani.
Sempre alla sua memoria, viene assegnato il Premio Antonio Valese ai migliori centrocampisti, divisi per "classe", del Torneo Internazionale Primavera che si disputa ogni estate nella città salernitana.

## Palmarès

### Giocatore

#### Competizioni nazionali
- Serie C: 1

Salernitana: 1937-1938
- Campionato italiano di Serie B: 1

Salernitana:  1946-1947

### Allenatore

#### Competizioni regionali
- Promozione: 1

Casertana: 1953-1954
- Prima Categoria: 2

Paganese: 1966-1967
Flacco Venosa: 1974-1975 